# 京都市立京都御池中学校
京都市立京都御池中学校（きょうとしりつ きょうとおいけちゅうがっこう）は、京都府京都市中京区にある公立中学校。

## 沿革

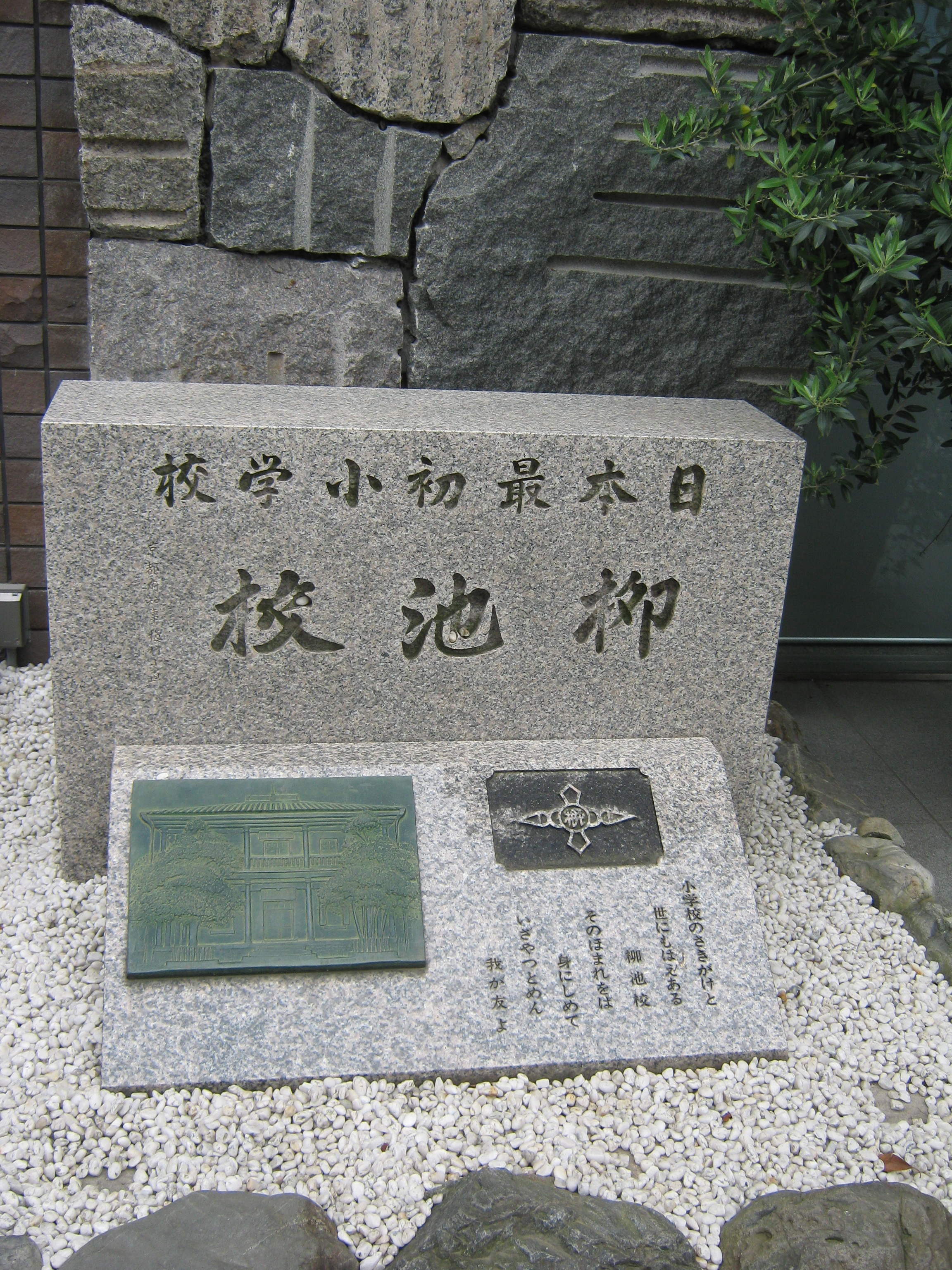
日本初の近代小学校とされる上京第二十七番組小学校の記念碑（京都御池中学校 敷地内）

### 京都柳池中学校・京都城巽中学校
- 2002年（平成14年） - 柳池中学校と城巽中学校および滋野中学校（一部）の一次統合により改称。

### 京都御池中学校
- 2003年（平成15年） - 京都城巽中学校と京都柳池中学校が統合し城巽中学校跡に開校。
- 2007年（平成19年） - 柳池中学校跡に新校舎が竣工し移転。

## 通学区域
下記小学校区を通学区域とし、一部に上京区を含む。
- 京都市立高倉小学校
- 京都市立御所南小学校
- 京都市立御所東小学校

### 校区の変遷
| 昭和22年 - 昭和53年        | 昭和54年 - 平成4年 | 平成5年 - 平成13年 | 平成14年   | 平成15年 - 平成18年     | 平成19年 - 現在         |
| -------------------------- | ------------------ | ------------------ | ---------- | ----------------------- | ----------------------- |
| 柳池中                     | 柳池中             | 柳池中             | 京都柳池中 | 京都御池中 （城巽校地） | 京都御池中 （柳池校地） |
| 銅駝中                     | 柳池中             | 柳池中             | 京都柳池中 | 京都御池中 （城巽校地） | 京都御池中 （柳池校地） |
| 初音中                     |                    | 柳池中             | 京都柳池中 | 京都御池中 （城巽校地） | 京都御池中 （柳池校地） |
| 城巽中                     | 城巽中             | 城巽中             | 京都城巽中 | 京都御池中 （城巽校地） | 京都御池中 （柳池校地） |
| 滋野中（概ね丸太町通以北） |                    |                    | 京都城巽中 | 京都御池中 （城巽校地） | 京都御池中 （柳池校地） |
| 滋野中（概ね丸太町通以南） |                    |                    | 京都城巽中 | 京都御池中 （城巽校地） | 京都御池中 （柳池校地） |
| 上京中                     |                    |                    |            |                         |                         |

## 校歌
- 「風上に立つ日のために」 作詞・作曲：小椋佳

## 交通アクセス
- 京都市営地下鉄 京都市役所前駅下車